# Luigi Caetani
Luigi Caetani (Piedimonte, julho de 1595 – Roma, 15 de abril de 1642) foi um cardeal do século XVII.

## Biografia
Nasceu em Piedimonte em Julho de 1595. Filho de Filippo I Caetani, duque de Sermoneta, e de Camilla Gaetani dell'Aquila d'Aragona, dos duques de Traetto. Descendente da família do Papa Bonifácio VIII. Sobrinho-bisneto do Cardeal Niccolò Caetani (1536). Sobrinho-neto do Cardeal Enrico Caetani (1585). Sobrinho dos Cardeais Bonifazio Caetani (1606); e Antonio Caetani (1621). Outro membro da família foi o cardeal Antonio Caetani (1402).
Estudou primeiro em Ravena, onde seu tio Bonifácio era legado, e depois em Roma, onde obteve o doutorado em direito.
Abade comendador de San Leonardo, Puglia, 19 de setembro de 1608.
Eleito patriarca titular de Antioquia, com dispensa de ainda não ter recebido as ordens sagradas e ainda não ter atingido a idade canônica, em 14 de março de 1622. Consagrado no domingo, 12 de junho de 1622, na basílica patriarcal da Libéria, Roma, pelo Cardeal Ludovico Ludovisi, arcebispo de Bolonha, coadjuvado por Galeazzo Sanvitale, arcebispo emérito de Bari, e por Vulpiano Volpi, arcebispo emérito de Chieti. Na mesma cerimônia foi consagrado Pietro Volpi, bispo titular de Salona, coadjutor de Novara. Coadjutor do Cardeal Antonio Caetani, Arcebispo de Cápua, 14 de novembro de 1622. Preceptor de S. Leonardo de la Mattina, diocese de Manfredonia. Sucedeu à sé metropolitana de Cápua em 17 de março de 1624.
Criado cardeal sacerdote no consistório de 19 de janeiro de 1626; recebeu o barrete vermelho e o título de Santa Pudenziana, em 9 de fevereiro de 1626. Renunciou ao governo da arquidiocese antes de 1º de março de 1627. Presidente da Congregação para a Reforma do Breviário desde 1631. Camerlengo do Sagrado Colégio dos Cardeais, 12 de janeiro de 1637 a 15 de janeiro de 1638. Prefeito da Sagrada Congregação do Index de 1641 até sua morte.
Morreu em Roma em 15 de abril de 1642, em seu palácio romano. Sepultado na capela da sua família na igreja de S. Pudenziana.